# Mariakerk (Elsloo)
De Mariakerk of Onze-Lieve-Vrouw Vrede des Hartenkerk is een kerkgebouw in Elsloo in de gemeente Stein in de Nederlandse provincie Limburg. De kerk staat aan het Dorine Verschureplein in het zuidoostelijk deel van het dorp.
De kerk is gewijd aan Maria.

## Geschiedenis
In de periode 1921-1935 werd het Julianakanaal gegraven waarvoor vijftig huizen moesten wijken bij de oude Sint-Augustinuskerk die daarmee aan de westelijke rand van het dorp kwam te liggen. Ook breidde Elsloo na de Tweede Wereldoorlog sterk uit naar het oosten, waardoor er de behoefte ontstond om een tweede kerk in het dorp te bouw die meer centraal gelegen zou zijn in het dorp. Daarbij zou de Sint-Augustinuskerk de bijkerk worden van de nieuwe kerk: de Mariakerk.
Op 22 juni 1958 begon de bouw van de nieuwe kerk naar het ontwerp van architect Stefan Dings.
Op 25 oktober 1959 werd de kerk gewijd.

## Opbouw
De niet-georiënteerde bakstenen kerk bestaat uit een inpandige narthex, een driebeukig schip met vijf traveeën in pseudobasilicale opstand en een koor met één travee met als koorsluiting een lagere halfronde apsis. Het koor is gericht op het noorden en de voorgevel van de narthex is gericht op het plein. De kerk heeft geen toren, maar wel een dakruiter.
De narthex heeft toegang in de vorm van een arcade van drie korfbogen. De vensters van de kerk hebben ook alle korfbogen. Het koor heeft aan beide zeiden een laag transept. Het middenschip en het koor worden door een samengesteld zadeldak gedekt. De zijbeuken hebben ieder een eigen lessenaarsdak.
Tegen de westelijke transeptarm staat de sacristie.